# Michel Picard (homme politique)
Pour les articles homonymes, voir Michel Picard et Picard (homonymie).
Michel Picard, né le 15 février 1960 à Québec, est un consultant, écrivain et homme politique canadien. Député de la circonscription de Montarville à la Chambre des communes pour le Parti libéral du Canada du 19 octobre 2015 au 21 octobre 2019, il est également, de décembre 2015 à janvier 2017, secrétaire parlementaire du ministre de la Sécurité publique et de la Protection civile, Ralph Goodale.

## Biographie
Michel Picard est titulaire d’une maîtrise et d’un doctorat en sciences politiques de l’université Paris X ainsi que d’un diplôme de 2e cycle en administration de l’Université Laval.
Il travaille pour divers employeurs tant dans les secteurs privé que public, notamment pour l’équipe intégrée de la police des marchés financiers de la Gendarmerie royale du Canada, soit celle qui a mené l’enquête dans le dossier Norbourg. Il crée et dirige également le programme de deuxième cycle de lutte contre la criminalité financière de la Faculté d'administration de l'Université de Sherbrooke au campus de Longueuil. En mars 2011, il publie son premier livre, Faites-moi confiance ! Autopsie des crimes financiers, chez Les éditions Logiques. Il est analyste invité à l'émission RDI Matin Week-end pour commenter les témoignages entendus à la Commission Charbonneau. En mars 2015, il a publié un livre sur son passage à la commission, La Commission Charbonneau: Les aveux d'un système corrompu, qui est publié aux éditions Stanké.

### Vie politique

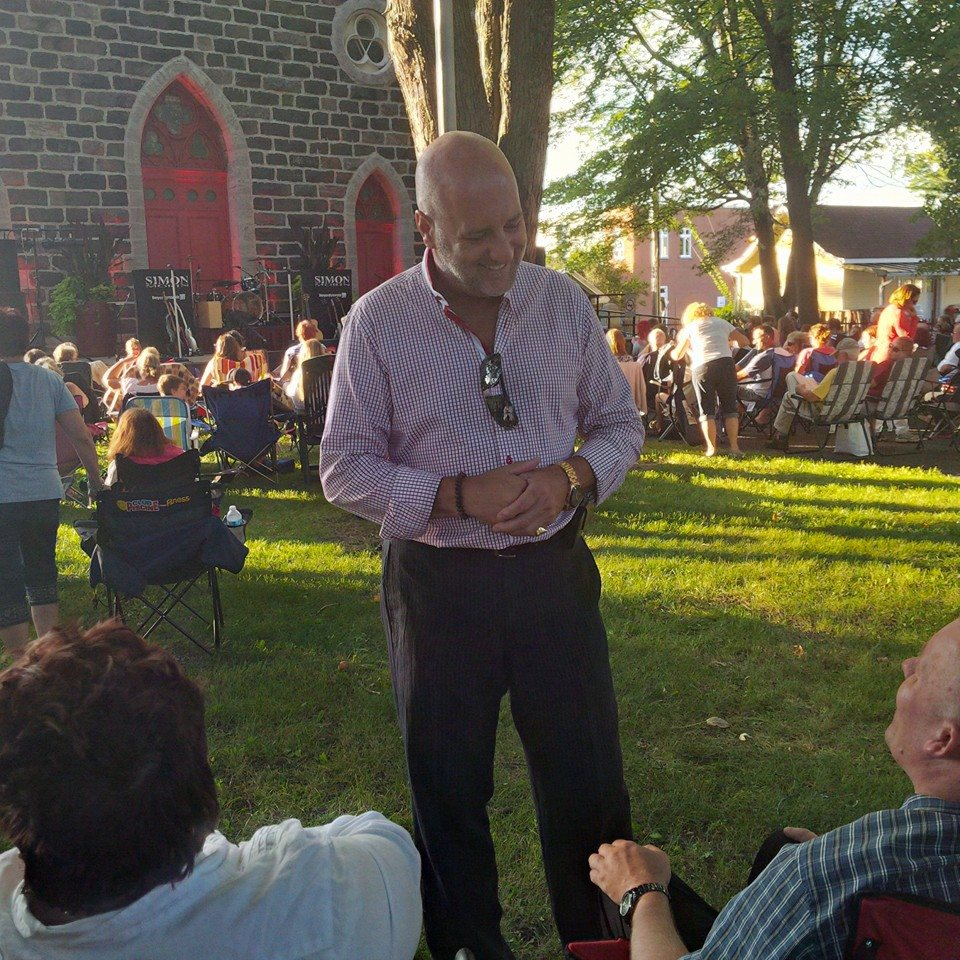
Michel Picard, en campagne électorale 2015, à Saint-Basile-le-Grand.

Michel Picard intègre le Parti libéral du Canada en 2009 alors que la presse le présente comme la recrue de Michael Ignatieff ; il contribue à la rédaction de la plateforme du parti en matière de crimes économiques. Le 17 juin 2009, il est investi candidat dans la circonscription de Saint-Bruno—Saint-Hubert. Lors des élections de 2011, il finit troisième, derrière le Bloc québécois et le Nouveau Parti démocratique, ses résultats souffrant de la « vague orange » avec 7 423 votes, soit 13,60% du suffrage de la circonscription. 
Quelques mois après sa défaite, il co-signe, avec Marlene Jennings, Marcel Proulx et Brigitte Legault, une lettre adressée à Bob Rae, chef intérimaire du parti. Intitulée Repenser le Parti libéral du Canada, les auteurs y suggèrent des pistes pour relancer la formation, notamment que « le parti devrait reconnaître ses erreurs passées » en faisant mention du rapatriement de la Constitution sans le Québec en 1982, du Programme énergétique national imposé par Pierre Elliott Trudeau en 1980, de la façon de traiter les questions autochtones et du scandale des commandites.
Le 19 juin 2014, il est investi par acclamation candidat de l'équipe de Justin Trudeau dans la nouvelle circonscription de Montarville. À cet égard, il fait partie d'un premier groupe de 20 candidats investis du Parti libéral du Canada (PLC). Il fait notamment face à la député sortante Djaouida Sellah et à Catherine Fournier du Bloc québécois. Profitant du momentum du PLC dans les deux dernières semaines de campagne, comme plusieurs des candidats libéraux en Montérégie, il est élu député avec 18 848 votes, soit 32,54 % des votes exprimés.

### Fonctions parlementaires
Le 2 décembre 2015, Michel Picard est nommé secrétaire parlementaire du ministre de la Sécurité publique et de la Protection civile, Ralph Goodale. À la suite de la fusillade du La Loche Community School, il préside, le 29 janvier 2016, une table ronde nationale sur le trouble de stress post-traumatique à Regina en Saskatchewan. Le 16 février, il est élu au comité exécutif de l'Association interparlementaire entre le Canada et la France, et, deux jours après, il est élu vice-président de l'Association interparlementaire entre le Canada et le Royaume-Uni. Il siège aussi sur les Associations interparlementaires de l'OTAN et des États-Unis.

### Défaite en 2019
Lors des élections de 2019, une lutte à deux se dessine entre Michel Picard et le candidat du Bloc québécois Stéphane Bergeron, et c'est ce dernier qui l'emporte avec 4305 voix de majorité.

## Résultats électoraux

### Montarville
|       | Candidat                   | Parti             | # de voix | % des voix |
|       | Stéphane Duranleau         | Conservateur      | +06 284,  | 10,85 %    |
|       | Catherine Fournier         | Bloc québécois    | +16 460,  | 28,42 %    |
|       | Michel Picard              | Libéral           | +18 848,  | 32,54 %    |
|       | (sortante) Djaouida Sellah | NPD               | +14 296,  | 24,68 %    |
|       | Olivier Adam               | Vert              | +01 388,  | 2,4 %      |
|       | Claude Leclair             | Parti libertarien | +00640,   | 1,11 %     |
| Total | Total                      | Total             | 57 916    | 100 %      |

### Saint-Bruno—Saint-Hubert
|       | Candidat                   | Parti          | # de voix | % des voix |
|       | Nicole Charbonneau Barron  | Conservateur   | +05 887,  | 10,79 %    |
|       | (sortante) Carole Lavallée | Bloc québécois | +15 384,  | 28,19 %    |
|       | Michel Picard              | Libéral        | +07 423,  | 13,6 %     |
|       | Djaouida Sellah            | NPD            | +24 361,  | 44,64 %    |
|       | Germain Denoncourt         | Vert           | +01 523,  | 2,79 %     |
| Total | Total                      | Total          | 54 578    | 100 %      |

## Publications
- Faites-moi confiance ! Autopsie des crimes financiers, Montréal, (Québec), Canada, Les Éditions Logiques, 2011, 288 p.  (ISBN 9782896440054)
- La Commission Charbonneau: Les aveux d'un système corrompu, Montréal, (Québec), Canada, Stanké, 2015, 436 p.  (ISBN 9782760411296)